# راجيف غاتاليا
راجيف غاتاليا (بالإنجليزية: Rajiv Ghatalia)‏‏ (8 سبتمبر 1967 - ) شخصية أعمال من الهند.